# Orhangazi
Orhangazi là một huyện thuộc tỉnh Bursa, Thổ Nhĩ Kỳ. Huyện có diện tích 603 km² và dân số thời điểm năm 2007 là 73633 người, mật độ 122 người/km².